# 韓国土地住宅公社
韓国土地住宅公社（かんこくとちじゅうたくこうしゃ、英: Korea Land and Housing Corporation）は、土地・住宅及び都市の開発・整備・管理などを担当する大韓民国国土交通部傘下の準市場型公企業である。既存の大韓住宅公社と韓国土地公社が合併して発足した。愛称は、英称から LH。

## 設立の根拠
- 韓国土地住宅公社法[1][2]

## 設立の趣旨
李明博政権の国有企業先進化方案に基づいて大韓住宅公社と韓国土地公社が行っている宅地開発事業等の相互重複している機能を解消し、経営効率を高めることで、国民経済の発展に貢献するために大韓住宅公社や韓国土地公社を新しい韓国土地住宅公社に統廃合・整備し、公社の資本金・事業の範囲・公社債発行等に関する事項を定めようというのが設立の趣旨である。

## 組織
- 理事会
- 社長
- 広報室
- 監査委員会
- 常任監査委員

- 監査室
- 副社長
- 企画財務本部
  - 企画調整室
  - 経営管理室
  - 事業計画室
  - 財務戦略室
  - 財務管理処
- 住居福祉本部
  - 住宅福祉処
  - 幸せ住宅1先
  - 幸せ住宅2先
  - 都市再生処理
  - 賃貸供給運営先
  - 賃貸資産管理処
- 都市環境本部
  - 都市計画先
  - 販売補償事業先
  - 宅地事業1先
  - 宅地事業2先
  - 新都市事業1先
  - 新都市事業2先
  - 都市設計先
  - 景観設計先
  - 都市施設先

- 公共住宅本部

- - 住宅計画先
  - 住宅事業1先
  - 住宅事業2先
  - 住宅設備先
  - 住宅の設計先
  - 住宅の見積もり先

- 国策事業本部
  - 産業団地署
  - 経済自由区域事業先
  - 世宗革新都市先
  - 南北協力処
  - 海外事業先
  - 土地銀行企画処
  - 金融事業先
  - 空間情報処理

- 経営支援部門
  - 総務お客様先
  - 人事管理処
  - 労使協力処
  - 法務室
  - 調達契約先
  - 経営情報処理
- 技術サポート部門
  - 団地技術基準先
  - 住宅技術基準先
  - 審査評価先
  - 建設管理処
- 所属機関
  - 土地住宅研究所
  - 土地住宅大学

## 事件
- 2021年3月、前年のソウル圏不動産価格の急騰を受け、文在寅政府はソウル郊外で新都市の建設を決定したが、韓国土地住宅公社の一部の従業員がこの新都市計画の中で最大規模である光明・始興新都市事業地域に100億ウォン台の土地を投機的に買い入れたという疑惑が発生した[3]。以後、調査ではこの事件に尹美香など一部国会議員が関与しているのではないかという疑惑も提起されたが、2023年裁判所でこの部分は無罪判決を受けた。[4]

- 2023年4月、韓国土地住宅公社が発注したマンションの地下駐車場の天井が崩落する事故が発生。原因は、フラットスラブ構造の柱を支える鉄筋が欠落していたこととみられ、その後、国土交通部は2017年以降同工法で建設されたマンションを全数調査したところ、15カ所のマンションで同様の欠陥が発覚。背景には、公社を退職した職員が建設業者に天下りする利権構造があると指摘されている[5]。